# کرل (نبراسکا)
کرل(به انگلیسی: Carroll) شهری در ایالت نبراسکا کشور ایالات متحده آمریکا است که جمعیت آن در سرشماری سال ۲۰۱۰ میلادی، ۲۲۹ نفر بوده‌است.